# Artesia (banda)
Artesia é uma banda de Ethereal, Dark Ambient e  música neoclássica formada na França em 2001 inicialmente por Agathe, na qual fazia todos os instrumentais e vocais da banda. O primeiro feito da banda conhecido foi um CD autoproduzido chamado "l'âme de l'Eveil", o qual era composto por 8 faixas totalizando 36 minutos. Porém, devido a uma má qualidade de gravação, o álbum nunca foi distribuído em junho de 2003.
Em setembro de  2003, Gaëlle, uma talentosa violinista, decide se juntar à banda. Um novo demo então é gravado um ano depois, conhecido como "l'Aube Morne" e que foi distribuído em 2004.
Foi no verão de 2005 que foi gravado o primeiro álbum, chamado Hilvern. As integrantes da banda então resolvem assinar um contrato com a gravadora francesa Prikosnovenie. Existe uma versão de colecionador do álbum Hilvern disponível em uma caixa limitada.
No início de 2007, novas canções são então gravadas, e lançado o segundo álbum, no formato digital, chamado "Chants d'Automne".
Em 2008 a banda anuncia algumas mudanças, Gaëlle decide abandonar a banda por motivos pessoais, Agathe trabalha sozinha em algumas músicas, mas depois é surpreendida com a entrada de Loïc que acaba se tornando um membro oficial. Coralie uma jovem violinista se junta a eles também, juntos trabalharam no lançamento do último álbum chamado "Llydaw", em 2009.

## Discografia
- "L'aube morne " (2004 - Full-Length)
- "Hilvern" (2006, Full-Length) + Box Limitado a 100 cópias
- "Chants d'automne" (2007, Full-Length)
- "Llydaw" (2009, Full-Length)